# サンプルインジェクター
サンプルインジェクター（英: Sample injector、インジェクタとも）は、高速液体クロマトグラフィー (HPLC) または同様のクロマトグラフィー装置においてサンプルを注入するに当たって用いられる装置である。

## 構造
HPLCインジェクションバルブはHPLCシステムのポンプとカラムの間に位置する。出回っているインジェクションバルブにいくつかの種類がある。これらは利用可能なポートの数（4から14）が異なっている。以下の情報は6ポートバルブである。この種類は1本のカラムを用いる試料注入において最も一般的である。

### 6ポートバルブ

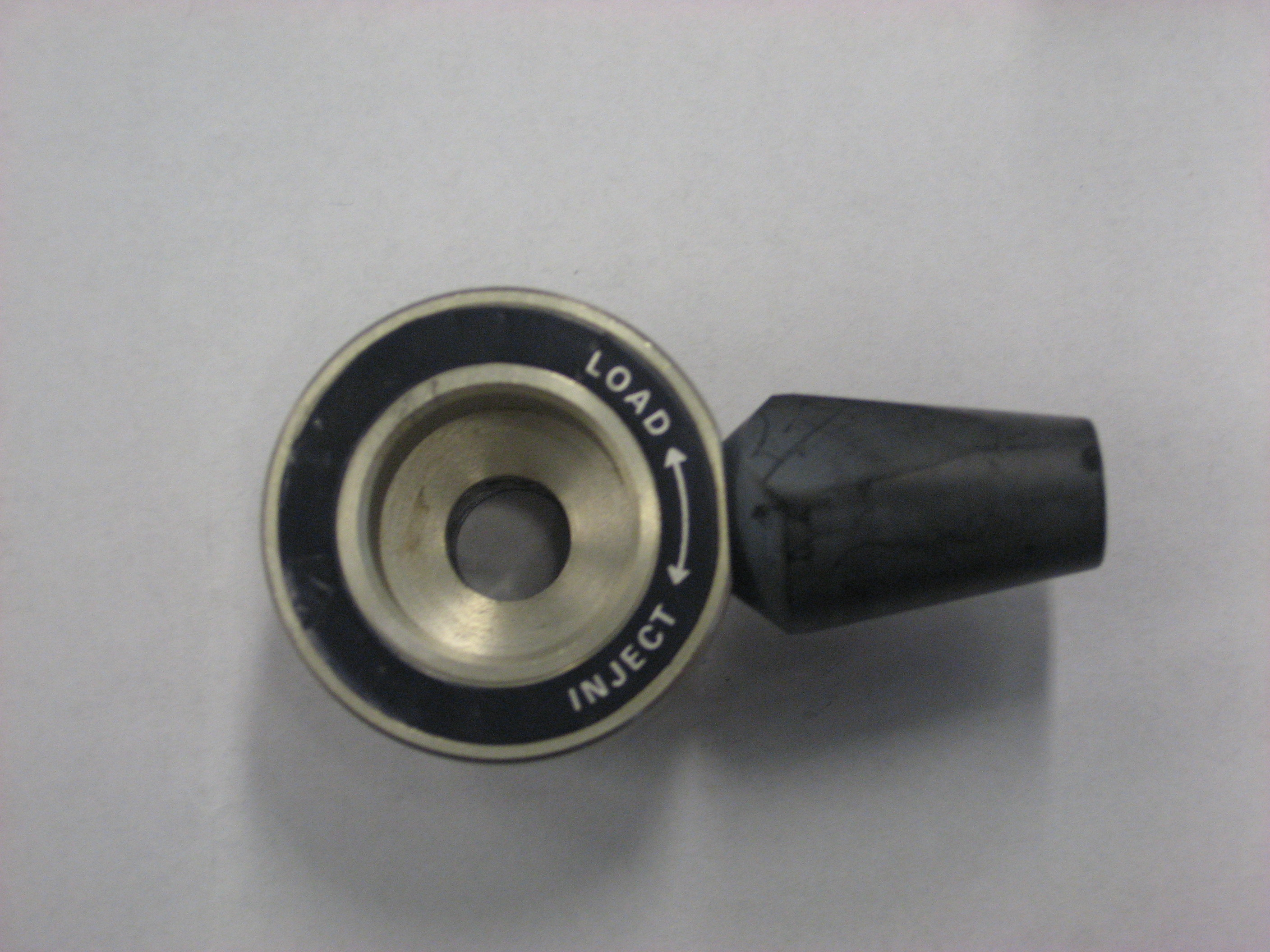
ノブ

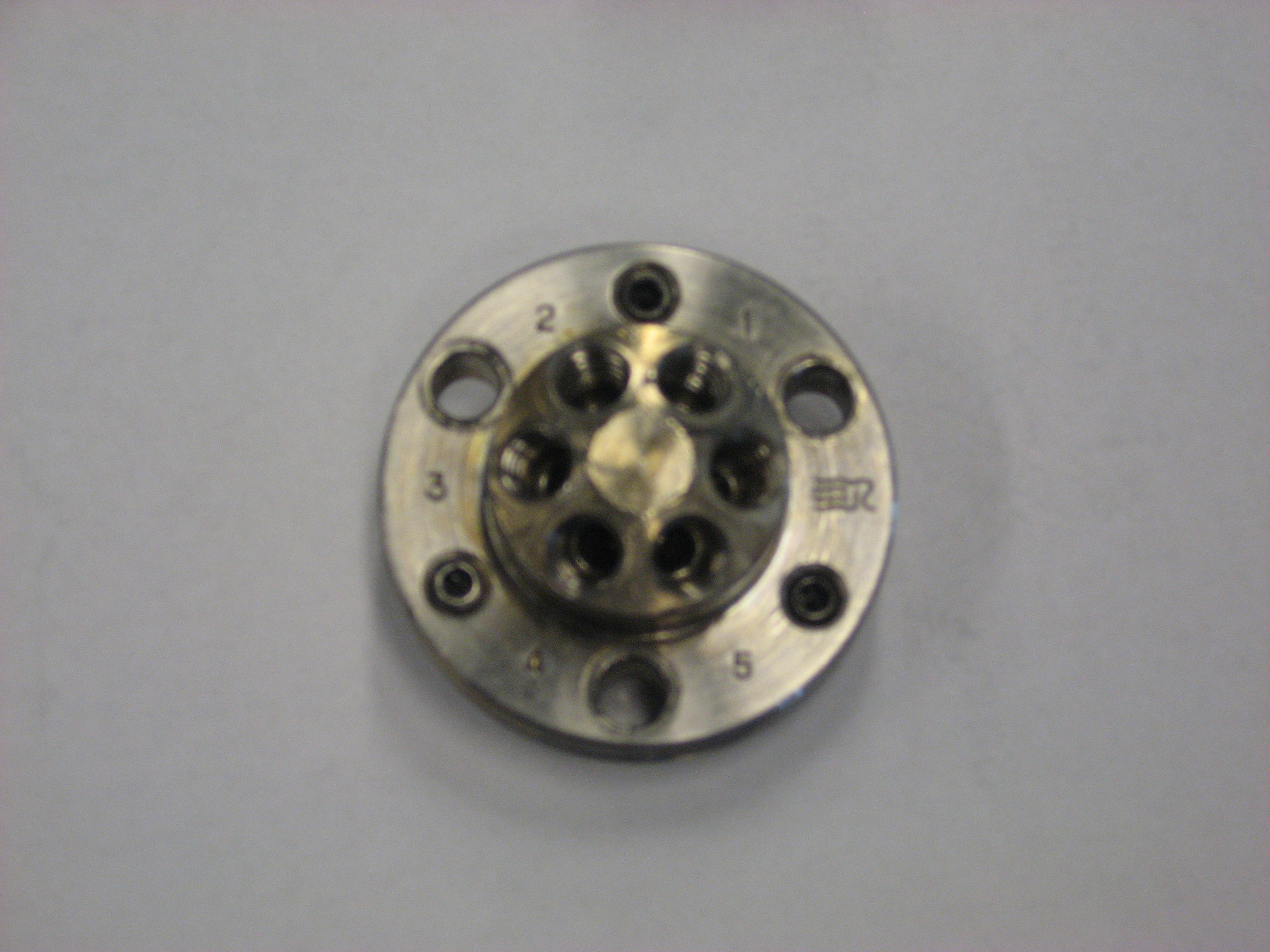
6ポートバルブの背面

この種類にはいくつかのモデルが存在する。注入ポートはノブ側またはポート側に位置する。
少量の試料の場合はノブ側に注入口を持つモデルが好まれる。例えば、試料がループにより近く注入されるほど、損失は少なくなる。ノブを回すことで、インジェクタは「ロード」と「インジェクト」の2つの位置に切り替わる。
ループはロードモードにおける試料の貯蔵場所であり、メスシリンダーとしての機能を有する。ループ内にある量のみがカラムへ送られ、余分な試料はウェイストポートから排出される。5 μLから5 mLの容量のループが利用可能であり、これらは交換可能である。
前面から注入する種類の好例はレオダイン (Rheodyne) モデル7125である。背面から注入する種類の好例はレオダインモデル7010である。

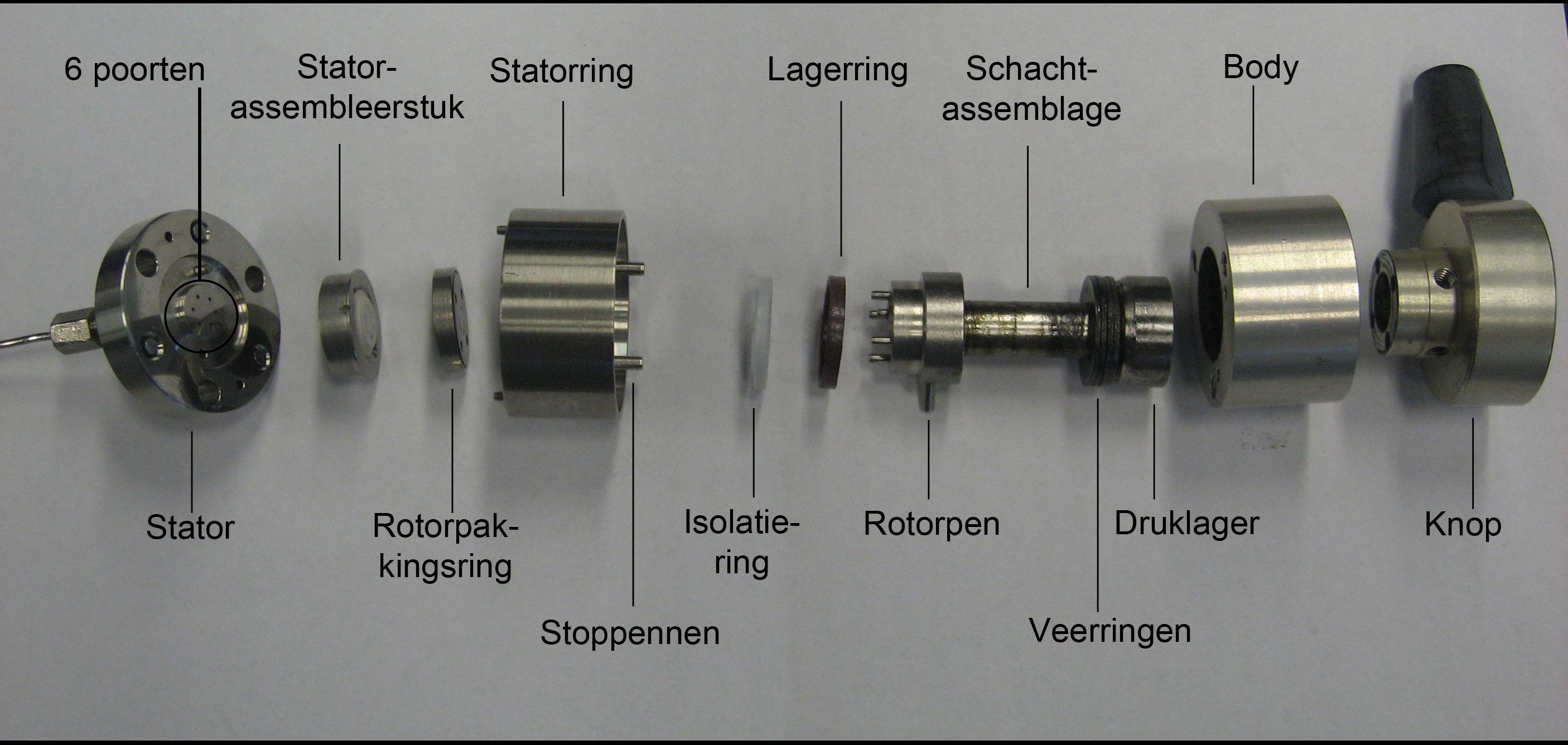
レオダインモデル7125HPLCインジェクタの分解組立図

## 操作
インジェクタがロード状態にあるとすると、ポンプとカラムは直接連結されている。溶離液は試料なしでカラムを通過する。そのうえ、試料ポートから排出ポートへはループを通して連結される。したがって、注入されている試料はこの間には留まっている。このため、試料の量が正確に決定できるようにループの容量（大抵は5から100 μL）を選ばなければならない。分析用途の場合は大抵、ループが常に試料溶液で満たされるように超過量が注入される（余分な量は排出ポートから出てくる）。
試料が注入された後、インジェクタをインジェクトポジションにセットできる。インジェクタ内ではポンプとカラムの直接連結が切断され、ループを介した間接的連結が形成される。このようにして試料はカラムへ入り、クロマトグラフ分離過程が始まる。